# زمین‌شناسی پلوتون

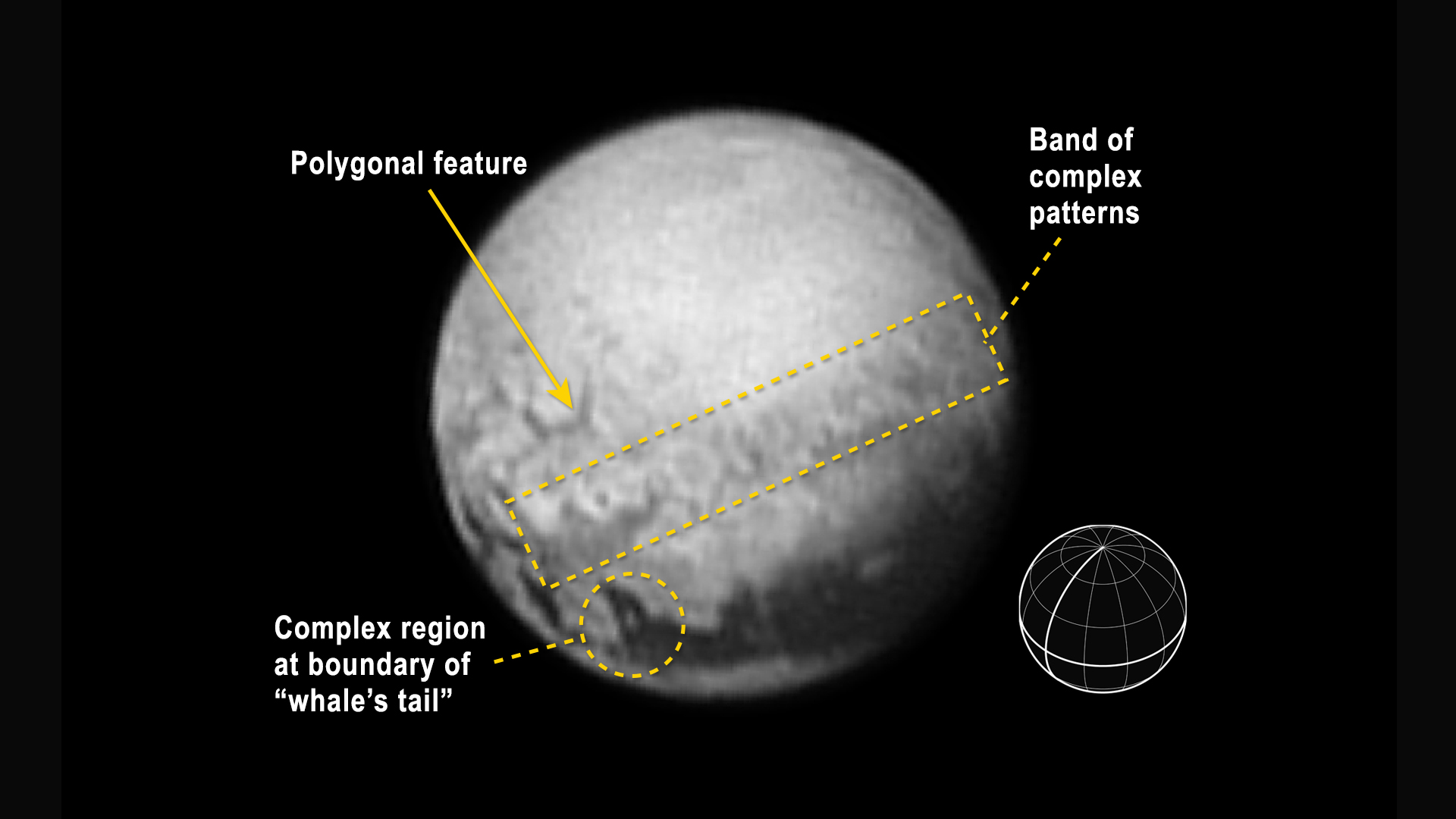
نشانه‌های انواع ویژگی پیچیدهٔ زمین‌شناسیِ شمال مناطق تاریک استوایی در پلوتون

زمین‌شناسی پلوتون شامل ویژگی‌های سطح، پوسته و داخل پلوتون است. به دلیل فاصله پلوتون از زمین پژوهش جامع در مورد آن از زمین دشوار است. بسیاری جزئیات در مورد پلوتون تا ۱۴ ژوئیه ۲۰۱۵ وقتی که نیو هورایزنز شروع به پرواز در سامانه پلوتون و انتقال اطلاعات به زمین کرد، ناشناخته باقی مانده بودند. وقتی که این کار را کرد، مشخص شد که پلوتون تنوع زمین‌شناسی قابل توجهی دارد و جف مور، عضو تیم نیو هورایزنز، گفت که پلوتون «به اندازه مریخ پیچیده است». آخرین اطلاعات انتقال‌یافته نیو هورایزنز از پلوتون در ۲۵ اکتبر ۲۰۱۶ دریافت شد. در ژوئن ۲۰۲۰ اخترشناسان شواهدی را گزارش کردند که پلوتون شاید اقیانوسی زیرسطحی داشته‌است و در نتیجه ممکن است که وقتی در ابتدا شکل گرفته بود، قابل سکونت بوده باشد.